# Bill Walsh
Pour les articles homonymes, voir Bill Walsh (homonymie) et Walsh.
Bill Walsh (30 septembre 1913, New York - 27 janvier 1975, Los Angeles) est un producteur cinématographique et un scénariste américain qui commença sa carrière sur les films en prise de vue réelle pour Walt Disney Productions.

## Biographie
Bill Walsh nait en 1913 à New York du mariage d'un canadien et d'une irlandaise. Lors de ses études sportives à l'Université de Cincinnati, il se lance dans l'écriture pour le théâtre.
En 1934, il déménage en Californie et officie dans le bureau de publicité de Margaret Ettinger. Ensuite l'un des clients d'Ettinger, Edgar Bergen l'invite à écrire des gags pour ses sketches de ventriloque. Il écrira ensuite également pour Charlie McCarthy et Mortimer Snerd.
Il débute en tant que gag man pour George Burns et Gracie Allen. En 1943, il est engagé pour écrire des gags pour le comic strip Mickey Mouse et le service publicité de Disney. Son style privilégie la fantaisie, la spontanéité et le conflit d'émotions. Par la suite, il scénarise les planches hebdomadaires de Mickey, Panchito et Bibi Lapin.
En 1950, Walt Disney l'engage pour écrire et produire l'émission One Hour in Wonderland (1950), première émission de Disney,. Cette émission a servi à promouvoir le film Alice au pays des merveilles (1951). Il poursuit ensuite sur la production d'épisodes de séries télévisées avant de passer aux longs métrages en prises de vue réelles. À partir de 1956, Bil participe à 18 longs métrages en prise de vue réelle pour les studios Disney, en tant que scénariste, coproducteur ou producteur. Parmi les émissions produit sous sa direction Jimmy Johnson note The Mickey Mouse Club et parmi les films Quelle vie de chien ! (1959) et Monte là-d'ssus (1961). Walsh explique que faire valider ses scénarios, il ajoutait des facettes de la personnalité de son patron dans ses personnages principaux pour forcer un peu la main à Walt Disney comme le père dans Quelle vie de chien ! ou le professeur dans Monte là-d'ssus.
Au début des années 1960, il participe au film Mary Poppins et obtient l'Oscar du meilleur film avec Walt Disney ainsi que l'Oscar du meilleur scénario adapté avec Don DaGradi.
Il meurt le 27 janvier 1975 à Los Angeles sans réelle reconnaissance du studio mais Fess Parker prononce l'éloge funèbre. Son décès prématuré a un effet néfaste sur les productions du studio en raison de son implication, son dernier film est Objectif Lotus. Malgré ce décès, le studio reste influencé par d'autres membres de longue date comme Robert Stevenson qui meurt en 1986.

## Filmographie
- 1954 : Davy Crockett, roi des trappeurs, producteur
- 1955 : La Revanche de Pablito, scénariste
- 1956 : Sur la piste de l'Oregon, producteur associé
- 1956 : Davy Crockett et les Pirates de la rivière, producteur
- 1961 : Monte là-d'ssus (The Absent-Minded Professor), producteur et scénariste
- 1962 : Bon Voyage !, producteur et scénariste
- 1963 : Après lui, le déluge (Son of Flubber), producteur et scénariste
- 1964 : Les Mésaventures de Merlin Jones, scénariste
- 1964 : Mary Poppins, scénariste
- 1965 : L'Espion aux pattes de velours (That Darn Cat!), producteur et scénariste
- 1966 : Lieutenant Robinson Crusoé (Lt. Robin Crusoe, U.S.N.), producteur et scénariste
- 1968 : Le Fantôme de Barbe-Noire, producteur et scénariste
- 1968 : Un amour de Coccinelle (The Love Bug), producteur et scénariste
- 1971 : L'Apprentie sorcière (Bedknobs and Broomsticks), producteur et scénariste
- 1971 : Scandalous John, producteur
- 1973 : Nanou, fils de la Jungle, producteur
- 1974 : Le Nouvel Amour de Coccinelle (Herbie Rides Again), producteur et scénariste
- 1975 : Objectif Lotus (One of Our Dinosaurs Is Missing), producteur et scénariste

Il est crédité post-mortem pour les remakes de ses films :
- 1997 : Flubber, scénariste
- 2006 : Raymond (The Shaggy Dog), scénariste

## Autres œuvres
Walsh a été le scénariste des comic strips quotidiens de Mickey Mouse, dessiné par Floyd Gottfredson de 1944 à 1964.